# Komet Singer Brewster
Komet Singer Brewster ali 105P/Singer Brewster je periodični komet z obhodno dobo okoli 6,4 let.
.
 Komet pripada Jupitrovi družini kometov . 

## Odkritje in imenovanje
Komet je odkril 3. maja 1986 ameriški astronom Stephen Singer-Brewster na Observatoriju Palomar v Kaliforniji, ZDA.
Ime kometa je nenavadno. Običajno imenujemo komete z navedbo soodkriteljev, vmes damo črtico (-) (npr. Komet Shoemaker-Levy 9, Komet Swift-Tuttle itd.). V tem primeru pa že samo ime odkritelja vsebuje črtico (Stephen Singer-Brewster). Zaradi tega so komet poimenovali kot Singer Brewster namesto 105P/Singer-Brewster. Takšno poimenovanje bi si lahko razlagali kot soodkritje dveh astronomov.